# Facultad de Artes Cinematográficas (Universidad Estatal de Florida)
La Facultad de Artes Cinematográficas de la Universidad Estatal de Florida (coloquialmente conocida como la Escuela de Cine) es la escuela de cine de la Universidad Estatal de Florida. Alrededor de 215 estudiantes están matriculados en clases, incluidos estudiantes de pregrado y posgrado, incluidos estudiantes de Licenciatura en Bellas Artes y Máster en Bellas Artes.
En 2017, Reb Braddock fue nombrado decano de la universidad. Sucedió a Frank Patterson, quien dejó la escuela de cine ese año para convertirse en presidente de Pinewood Atlanta Studios.
En 2019, The Hollywood Reporter clasificó a la universidad en el puesto 13 en su lista anual de las 25 mejores escuelas de cine estadounidenses.

## Alumnos
- Barry Jenkins - escritor y director, Moonlight, If Beale Street Could Talk
- T. S. Nowlin - guionista, serie Maze Runner
- Sam Beam - compositor, Crepúsculo
- Wes Ball - director, serie Maze Runner
- Josh Tickell - escritor y director, Fuel
- David Robert Mitchell - escritor y director, The Myth of the American Sleepover, It Follows
- Ron J. Friedman - escritor, Brother Bear, Chicken Little, Open Season
- Greg Marcks - escritor y director, 11:14, Echelon Conspiracy
- Matt Chapman - cocreador (como uno de Los Hermanos Chaps), Homestar Runner
- Joi McMillon - editor,  Moonlight, If Beale Street Could Talk
- Lauren Miller - actriz y guionista
- Nat Sanders - editor, Short Term 12, Moonlight, If Beale Street Could Talk
- Dan Murrell - editor y escritor de Screen Junkies

## Facultativos notables
- Chip Chalmers - director de televisión, Miami Vice, 7th Heaven, Beverly Hills, 90210, Melrose Place
- Victor Nuñez - escritor y director, Ruby in Paradise, Coastlines, Ulee's Gold
- Donald Ungurait - decano fundador, director de más de 50 obras de teatro, musicales y óperas
- Mark Vargo, ASC - director de fotografía, Deep Impact, Cazafantasmas, El origen del planeta de los simios[4][5]